# Madonna van de heilige Hiëronymus
De Madonna van de heilige Hiëronymus (Italiaans: Madonna di San Girolamo), ook bekend als De dag (Il giorno), is een schilderij van Correggio, dat hij rond 1528 maakte. Het is een van de hoogtepunten van zijn oeuvre en van de collectie van de Galleria nazionale in Parma.

## Geschiedenis
In 1523 bestelde Briseide Colla het schilderij ter nagedachtenis aan haar echtgenoot Ottaviano Bergonzi, een voornaam burger van Parma. Vijf jaar later werd het opgehangen in haar familiekapel in de Sant'Antonio Abate. Het werk verwierf grote bekendheid. De schilder en kunsthistoricus Giorgio Vasari, een tijdgenoot van Correggio, roemde de bewonderenswaardige huidskleur (il mirabile colorito) en de glimlach van de linker engel in 1550. Ook El Greco was onder de indruk, met name van Maria Magdalena. Dankzij deze lof en een gravure van Agostino Carracci verspreidde de roem van het doek zich over Europa.
Aan het begin van de achttiende eeuw waren kostbare herstelwerkzaamheden nodig voor de kerk. Verschillende verzamelaars, waaronder de koningen van Polen en Frankrijk, boden aan het schilderij te kopen. Het schilderij bleef echter in Parma, eerst in de kathedraal en vanaf 1764 in de collectie van de hertogen van Parma. In de tijd van Napoleon verdween de Madonna van de heilige Hiëronymus korte tijd naar Frankrijk om bij terugkeer in 1816 in de Galleria nazionale te belanden.

## Voorstelling
Het onderwerp van het altaarstuk is tamelijk ongebruikelijk in de christelijke kunst, Hiëronymus biedt zijn vertaling van de Bijbel, bekend als de Vulgaat, aan de madonna met kind aan. Volgens de overlevering schreef de heilige deze vertaling in een grot bij Bethlehem, waar zijn enige gezelschap een leeuw was wiens gewonde poot hij genezen had. Op het schilderij staat de leeuw aan de voeten van Hiëronymus, die naakt is op een lendendoek na en een lange baard heeft. In zijn hand houdt hij nog een tekstrol vast. Een engel laat de vertaalde Bijbel aan Jezus zien, die er geïntrigeerd naar kijkt. Maria Magdalena zit geknield aan de rechterkant en houdt een voet van Jezus vast, terwijl die op zijn beurt door haar haar strijkt. Johannes houdt de zalfpot, haar traditionele attribuut, vast en ruikt er haast ondeugend aan. 
Op de Madonna van de heilige Hiëronymus blijkt duidelijk hoe Correggio de invloeden van de grote meesters van de Italiaanse renaissance op geheel eigen wijze verwerkte. De figuren zijn dicht op elkaar geplaatst onder een baldakijn van een rood doek in de open lucht. De symmetrie en architecturale omlijsting die Venetiaanse meesters zoals Giovanni Bellini gebruikten op hun voorstellingen van de sacra conversazione, hebben plaatsgemaakt voor een opvallend informele en ongekunstelde scène. Correggio gebruikt de piramidevormige compositie die hij bij Leonardo aantrof, maar doorbreekt die door de verticale figuur van Hiëronymus. Correggio permitteerde zich hier een duidelijke overdrijving - het been van de heilige is opvallend lang, terwijl zijn hoofd juist klein is - die zijn opvolger Parmigianino nog verder zou doorvoeren.

## Afbeeldingen

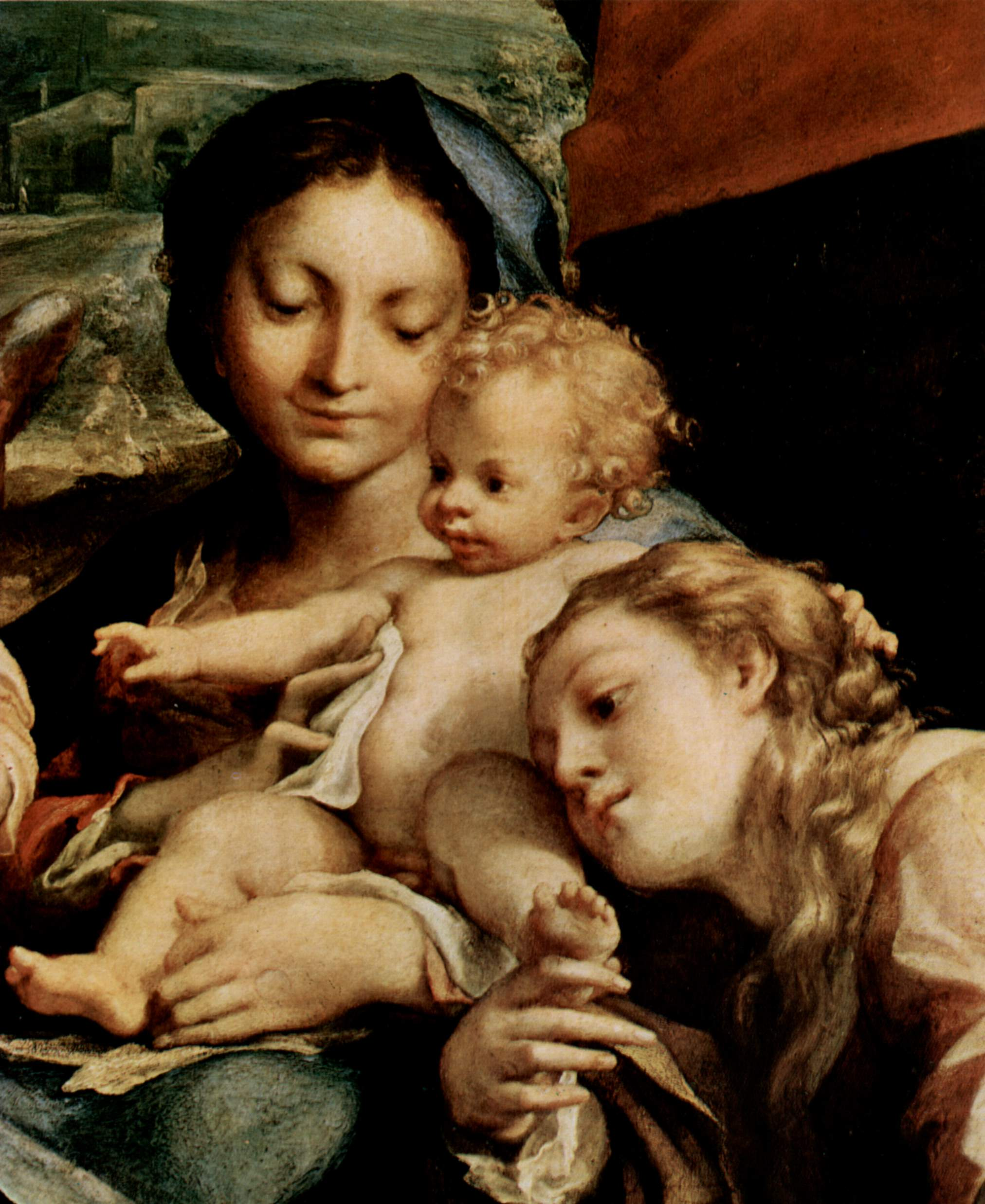
detail
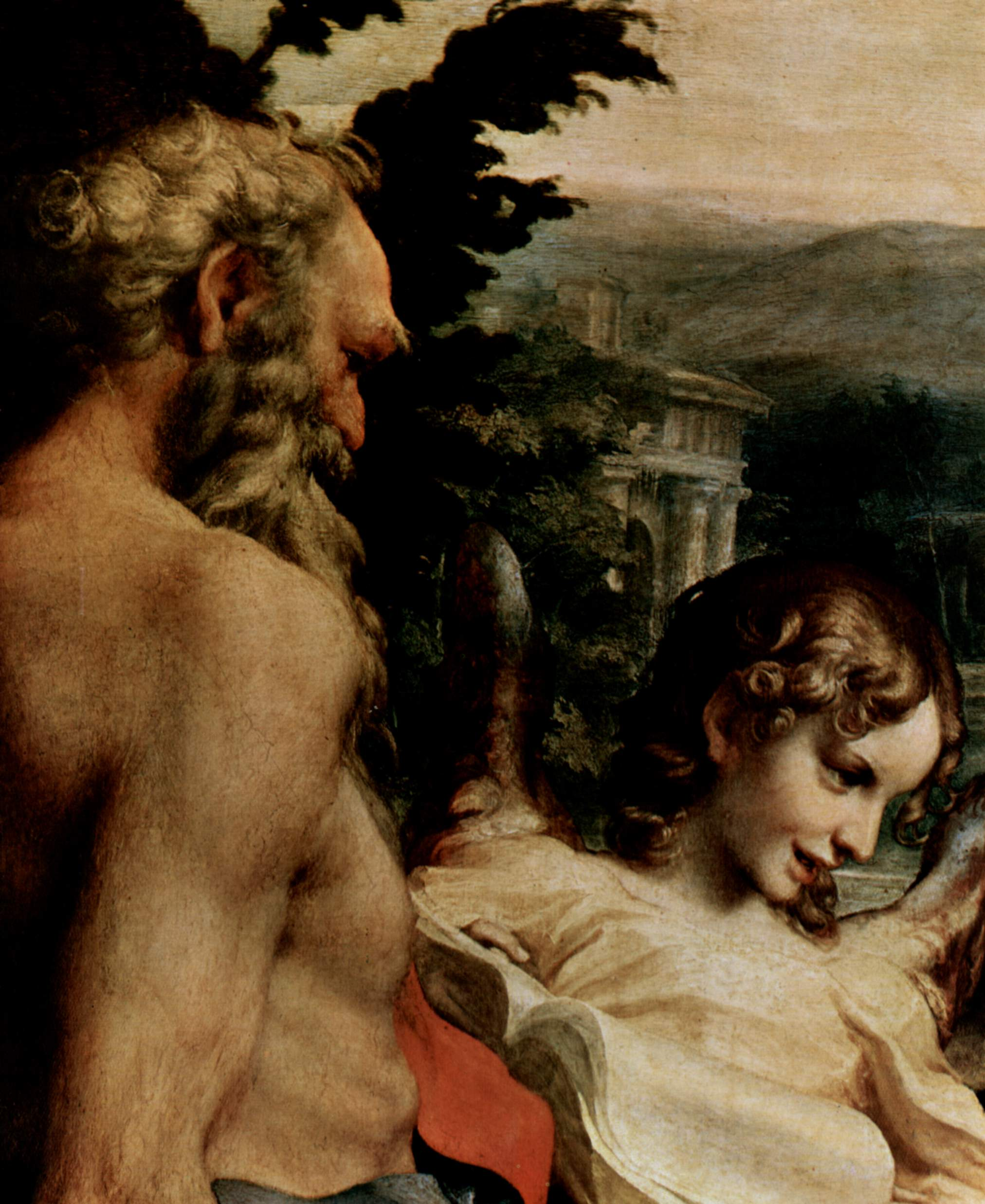
detail
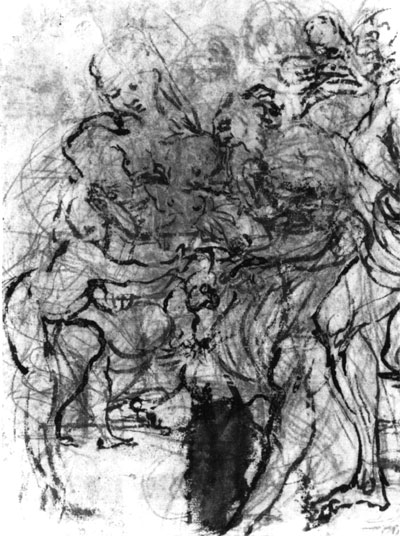
voorbereidende schets